# François Lhermitte
Ne doit pas être confondu avec François L'Hermite.
François Lhermitte, né le 4 mars 1921 à Paris et mort le 24 juillet 1998 à Paris, est un neurologue français. 

## Biographie
Il est le petit-fils du peintre Léon Lhermitte, le fils du neurologue Jean Lhermitte, l'oncle de l'acteur Thierry Lhermitte et le gendre de l'académicien Maurice Garçon. 
Élève au lycée Condorcet et docteur en médecine de la faculté de médecine de Paris, il devient médecin des Hôpitaux de Paris en 1954, puis chef du service de neurologie et de neuropsychologie de l'hôpital de la Salpêtrière de 1960 à 1990. Gabriel Richet avec le concours de François Lhermitte, de Georges Mathé et de Paul Milliez, met au point l'exanguinotransfusion, premier procédé d'épuration extra-rénale en 1948 dans le service de Louis Pasteur Vallery-Radot. 
Il est professeur de neurologie et de neuropsychiatrie à la faculté de médecine de Paris de 1962 à 1990 et professeur émérite à l'université de Paris VI en 1990. Il est directeur de recherche à l'Institut national de la santé et de la recherche médicale (Inserm) de 1968 à 1983. En 1969, il crée avec le Docteur Jean Roux-Delimal la première association française de recherche sur la sclérose en plaques Fondation pour la recherche sur la sclérose en plaques (ARSEP).
Lhermitte a présidé au rapport du haut comité médical de la Sécurité sociale sur les examens systématiques et bilans de santé.
Il est nommé membre du conseil d'administration de l'ORTF en 1972, et devient membre du comité central du Rayonnement français en 1974.
En 1975, il est élu membre de l'Académie des sciences morales et politiques. Il est également membre de l'Académie de médecine.
François Lhermitte était connu pour ses grandes qualités humaines et des traits de caractère originaux, volontiers humoristiques. Son fils Sylvain, raconte à ce sujet l'anecdote suivante : appelé en consultation auprès de Salvador Dali, ce dernier avait dans un accès de colère griffé Lhermitte au visage, lui arrachant ses lunettes puis les piétinant. Lhermitte avait alors fait photocopier et coller la signature de l'artiste sur un carton avec les restes de la monture, se fabriquant ainsi « son » propre Dali. Par la suite l'œuvre ainsi obtenue aurait été expertisée et reconnue comme « authentique ». 
Lhermitte figure sur la liste de Marie-France Garaud pour les élections législatives de 1986 à Paris.

## Ouvrages
- Les leuco-encéphalites (Flammarion, 1959)
- Les perturbations somatognosiques en pathologie nerveuse (1960)
- Dictionnaire de la douleur (1974)

## Sources
- Michel Crozier, Notice sur la vie et les travaux de François Lhermitte (1921-1998), 2000